# Katolikus Cserkészek Világszervezete
A Katolikus Cserkészek Világszervezete (angolul: International Catholic Conference of Scouting, röviden ICCS)  a Cserkész Világszövetségen (angolul Word Organization of the Scout Movement, WOSM) belül működő katolikus lelkiségi mozgalom, melynek célja az ifjúság katolikus erkölcsű nevelése a cserkészet módszereivel.

## Története
Az 1920-ban Londonban alapított, de a második világháború idején megszűnt Nemzetközi Katolikus Cserkésziroda (International Office of Catholic Scouting /IOCS/) 1948-ban Luxemburgban International Catholic Scouters Conference (ICSC) néven újjáalakult. 1975-ben kapta az International Catholic Conference of Scouting (ICCS) nevet, alapszabálya 1992-ben elnyerte a Szentszék jóváhagyását. Világtanács és Világiroda irányítja. Székhelye Brüsszel (Belgium). Regionális irodái vannak Elefántcsontparton, Chilében, Németországban (Essen). Magyarországon 1993 óta tagja a Táborkereszt Katolikus Cserkészek Közössége.

## Tevékenysége
Célja, hogy elősegítse az ifjúság katolikus nevelését a cserkészet módszereivel, a cserkész életmód segítségével is közvetítse Krisztus üzenetét a fiatalokhoz, biztosítsa a római katolikus egyház jelenlétét a cserkészmozgalomban, illetve az ifjúság és a cserkészet jelenlétét az Egyházban. Találkozókat, tanulmányi összejöveteleket szervez a hitéletre nevelés tárgykörében, és együttműködik hasonló célú szervezetekkel. Támogatja a katolikus hit és a társadalom kapcsolatának fejlesztését segítő programokat.
Tanácsadóként együttműködik a Cserkészmozgalom Világszervezetével (World Organization of the Scout Movement, WOSM). Együttműködik a Nemzetközi Katolikus Szervezetek Konferenciájával (Conference of International Catholic Organizations, CICO) és a Leánycserkészek Nemzetközi Katolikus Konferenciájával (International Catholic Conference of Guiding, ICCG). 1993-ban 52 országban voltak tagcsoportjai.

## Külső hivatkozások
- International Catholic Conference of Scouting (ICCS) (angolul)
- European-Mediterranean region of the ICCS (angolul)